# Mauricio Castañeda
Mauricio Castañeda Mendoza (ur. 24 marca 1992 w León) – meksykański piłkarz występujący na pozycji napastnika.

## Kariera klubowa
Castañeda pochodzi z miasta León i jest wychowankiem tamtejszego zespołu Club León, do którego dołączył po krótkich pobytach w czwartoligowych i trzecioligowych zespołach San Julián Soccer Club, Panteras de San Andrés i Real Leonés. Do seniorskiej drużyny, występującej wówczas w drugiej lidze, został włączony jako osiemnastolatek we wrześniu 2010 przez brazylijskiego szkoleniowca Pintado, lecz pełnił wyłącznie marginalną rolę w drużynie. W wiosennym sezonie Clausura 2012 wygrał z Leónem rozgrywki Liga de Ascenso, co zaowocowało awansem do najwyższej klasy rozgrywkowej. W Liga MX zadebiutował 21 września 2012 w zremisowanym 1:1 spotkaniu z Pueblą, zaś premierowego gola w pierwszej lidze strzelił 20 lipca 2013 w wygranej 1:0 konfrontacji z Atlante. W tych samych, jesiennych rozgrywkach Apertura 2013 zdobył z Leónem tytuł mistrza Meksyku i sukces ten powtórzył również pół roku później, w wiosennym sezonie Clausura 2014. Pełnił jednak wyłącznie rolę rezerwowego ekipy, przegrywając walkę o miejsce w składzie z graczami takimi jak Mauro Boselli czy Matías Britos.
Wiosną 2015 Castañeda udał się na wypożyczenie do drugoligowego Mineros de Zacatecas ze względu na współpracę tego klubu z Leónem (obydwa zespoły posiadały wspólnego właściciela – Grupo Pachuca).
| Sezon     | Klub                 | Kraj   | Rozgrywki  | Mecze | Bramki |
| --------- | -------------------- | ------ | ---------- | ----- | ------ |
| 2010/2011 | Club León            | Meksyk | Ascenso MX | 1     | 0      |
| 2011/2012 | Club León            | Meksyk | Ascenso MX | 0     | 0      |
| 2012/2013 | Club León            | Meksyk | Liga MX    | 5     | 0      |
| 2013/2014 | Club León            | Meksyk | Liga MX    | 15    | 3      |
| 2014/2015 | Club León            | Meksyk | Liga MX    | 3     | 0      |
| 2014/2015 | Mineros de Zacatecas | Meksyk | Ascenso MX |       |        |